# Christos Stylianides
Christos Stylianides (en griego, Χρήστος Στυλιανίδης, Nicosia, 26 de junio de 1958) es un político chipriota miembro del Reagrupamiento Democrático y actual comisario europeo de Ayuda Humanitaria y Gestión de Crisis.
Tras las elecciones al Parlamento Europeo de 2014, fue elegido diputado (formando parte del Grupo del Partido Popular Europeo). Anteriormente, había sido portavoz entre 2013 y 2014 y entre 1998 y 1999. Fue diputado nacional entre 2006 y 2013. En septiembre de 2014 fue designado por Chipre como candidato a la Comisión Europea; en noviembre fue nombrado comisario europeo de Ayuda Humanitaria y Gestión de Crisis.
Es un dentista formado en la Universidad Aristóteles de Salónica.